# Meister des Codex Manesse
Als Meister des Codex Manesse werden die namentlich nicht bekannten mittelalterlichen Maler bezeichnet, die ungefähr zwischen 1300 und 1340 beauftragt waren, die ganzseitigen Bilder zu der Liederhandschrift Codex Manesse zu erstellen. Ihre Porträts von Minnesängern zählen zu den Meisterwerken gotischer Buchmalerei. Der Begriff "Meister des Codex Manesse" ist in der kunsthistorischen Literatur nicht üblich.
Es handelt sich um mehrere Miniaturenmaler. Der sogenannte Maler des Grundstockes der Manessischen Liederhandschrift erstellte mit 100 Miniaturen den Hauptanteil wohl zwischen 1300 und 1315. Er malte sie in sehr einheitlichem Aufbau in kräftiger Deckfarbenmalerei. Es wurde vorgeschlagen, die stilistische Herkunft des Grundstockmalers in der Kunst zwischen Elsass, Oberrhein und Bodensee zu suchen. Dabei griff er auf die westlich beeinflusste Kunst in regionaler Ausprägung am Ende des 13. Jahrhunderts zurück und entwickelte eine ganz eigene Bildsprache, die zu Beginn des 14. Jahrhunderts rund um Zürich vergeblich ihres gleichen sucht.
Die restlichen 27 Bilder wurden dann von drei oder vier anderen Malern erstellt, die als Nachtragsmaler der Manessischen Liederhandschrift bezeichnet werden. Sie malten die im Blick auf das Gesamtwerk etwas blasser erscheinenden Bilder mit gemischten Farben. Auch fällt ein Unterschied in Farb- und Motivwahl der Rahmengestaltung zwischen Grundstock- und Nachtragsmalern auf. Die Nachträge tendieren stärker dazu, die Bildfläche zu füllen. Insgesamt machen die kunstvolle Gestaltung der Schrift und die äußerst prächtige Farbgebung der Illustrationen den Codex Manesse zu einem sehr kostbaren mittelalterlichen Gesamtwerk.

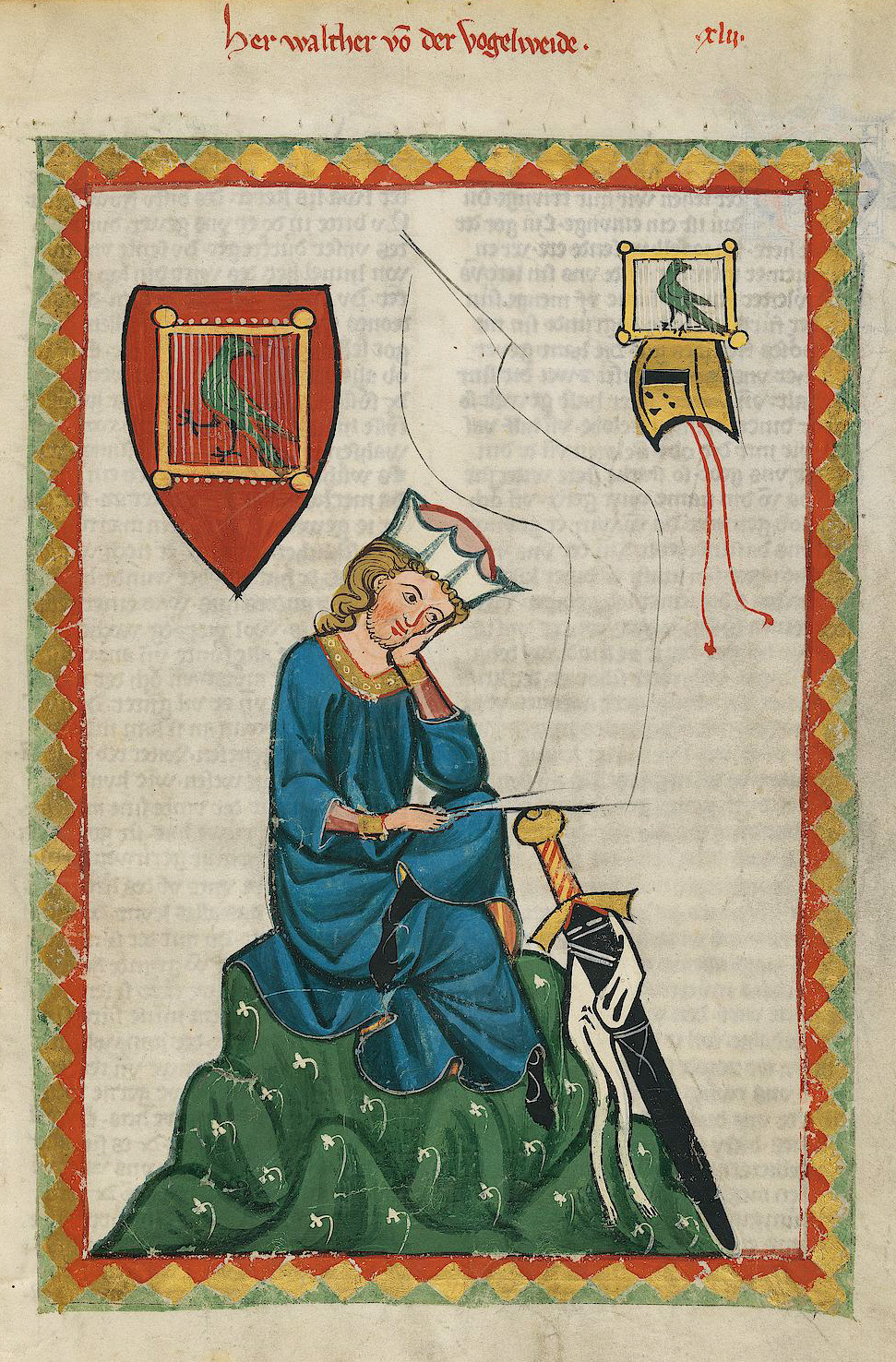
Grundstockmaler: Walther von der Vogelweide
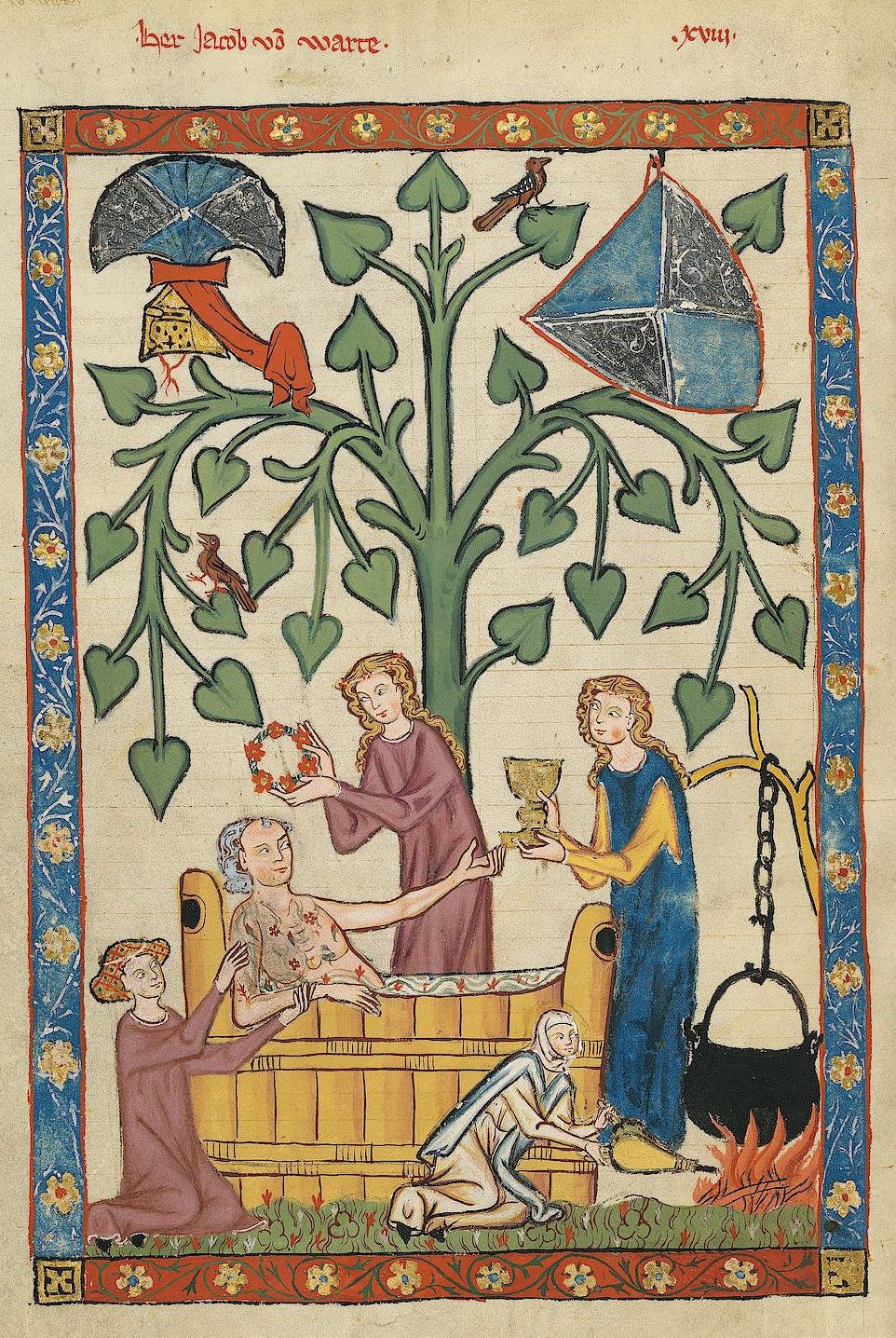
Nachtragsmaler I: Jakob von Warte
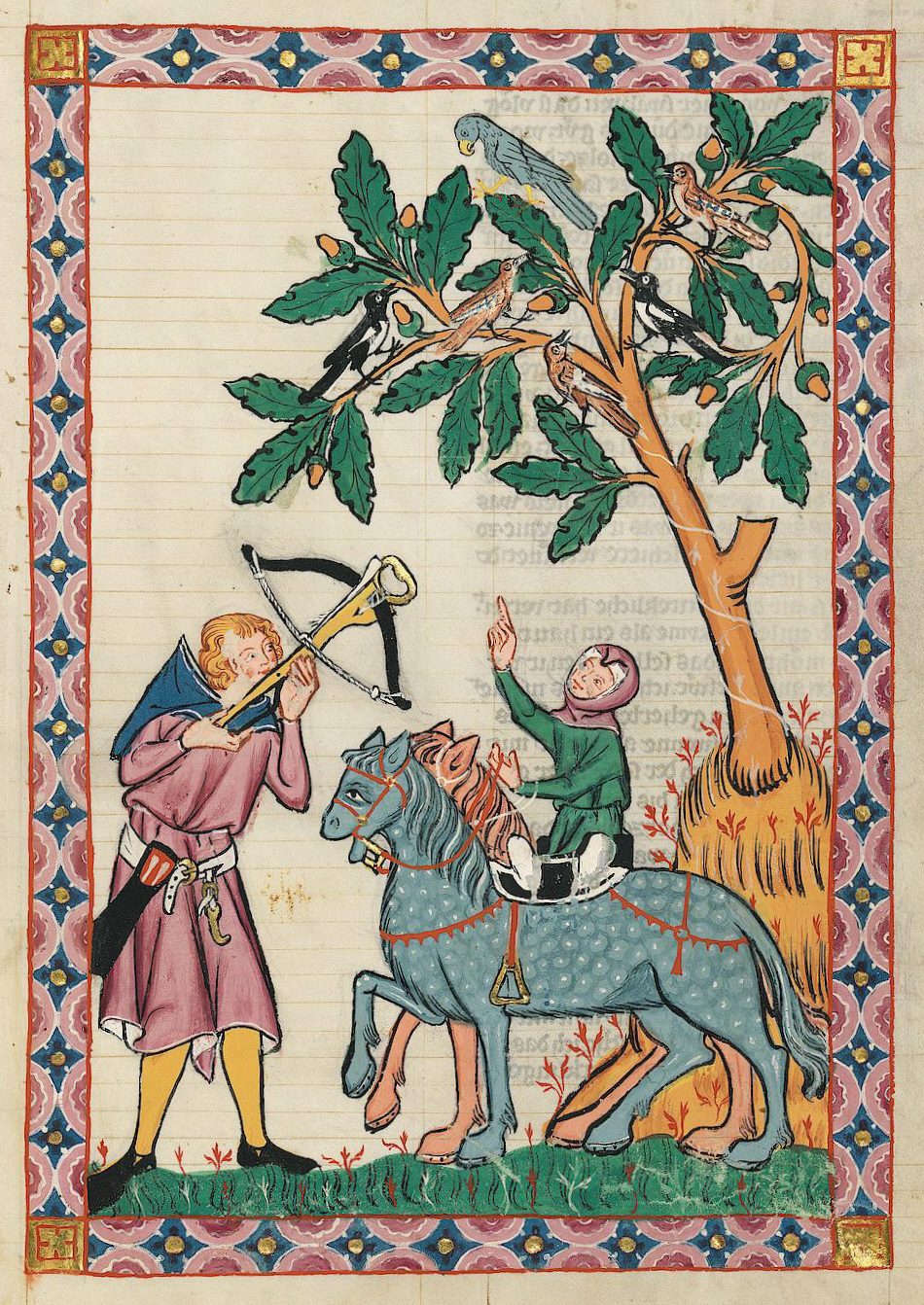
Nachtragsmaler II: Kol von Nüssen
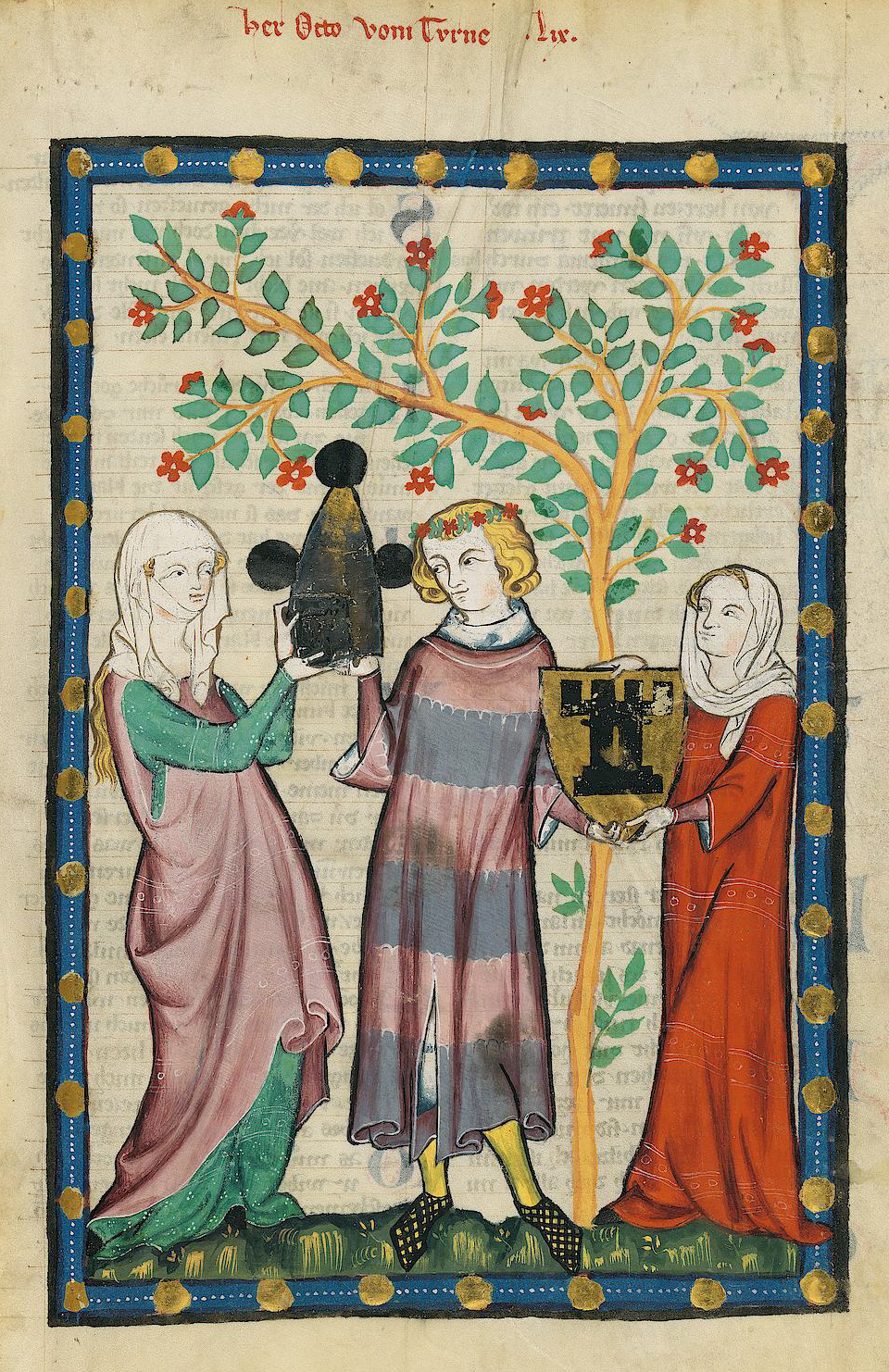
Nachtragsmaler III: Otto vom Turne